# 第十億桶原油紀念碑
第十億桶原油紀念碑是汶萊馬來奕縣詩里亞海灘上的一座紀念碑，於1991年由汶萊殼牌石油公司建造，在該年7月18日由蘇丹哈桑纳尔·博尔基亚揭幕。此紀念碑位於汶萊重要詩里亞油田中第一個發現的油井S-1油井（於1929年發現）旁，紀念該油田出產第十億桶原油。
第十億桶原油紀念碑是由一名汶萊人設計，位於一基座上，由三道圓拱形的管狀支柱組成，象徵石油自地表湧出，以及汶萊石油產業興起的60年；頂部則為鑲金的汶萊國徽。紀念碑旁的步道兩側有多幅以汶萊石油業歷史為主題的浮雕。
2018年10月紀念碑曾進行整修，2019年5月重新對公眾開放。